# Isobel Lennart
Isobel Lennart est une scénariste américaine née le 18 mai 1915 à Brooklyn, New York (États-Unis), décédée le 25 janvier 1971 à Hemet (Californie).

## Filmographie
- 1942 : Les Amours de Marthe (The Affairs of Martha)  de Jules Dassin
- 1943 : L'Ange perdu (Lost Angel)
- 1945 : Escale à Hollywood (Anchors Aweigh)
- 1946 : Féerie à Mexico (Holiday in Mexico)
- 1947 : Tout le monde chante (It Happened in Brooklyn), de Richard Whorf
- 1948 : Le Brigand amoureux (The Kissing Bandit), de László Benedek
- 1949 : Mariage compliqué (Holiday Affair), de Don Hartman
- 1949 : Ville haute, ville basse (East Side, West Side)
- 1950 : Ma vie à moi (A Life of Her Own)
- 1951 : It's a Big Country, de Clarence Brown, Don Hartman, John Sturges...
- 1952 : Des jupons à l'horizon (Skirts Ahoy!)
- 1952 : Seules les femmes savent mentir (My Wife's Best Friend)
- 1953 : The Girl Next Door
- 1953 : Lune de miel au Brésil (Latin Lovers)
- 1955 : Les Pièges de la passion (Love Me or Leave Me)
- 1956 : Meet Me in Las Vegas
- 1957 : This Could Be the Night
- 1958 : Le Fou du cirque (Merry Andrew)
- 1958 : L'Auberge du sixième bonheur (The Inn of the Sixth Happiness)
- 1960 : Ne mangez pas les marguerites (Please Don't Eat the Daisies)
- 1960 : Horizons sans frontières (The Sundowners)
- 1962 : L'École des jeunes mariés (Period of Adjustment)
- 1962 : Deux sur la balançoire (Two for the Seesaw)
- 1967 : Fitzwilly